# Карл-Гайнц Бірнбахер
Карл-Гайнц Бірнбахер (нім. Carl-Heinz Birnbacher; 26 травня 1910, Філлах — 5 грудня 1991, Філлах) — німецький офіцер, корветтен-капітан крігсмаріне, контрадмірал бундесмаріне. Кавалер Лицарського хреста Залізного хреста.

## Біографія
1 квітня 1930 року вступив в 2-й корабельний кадрований батальйон на Балтиці. Освіту здобув на навчальному судні «Ніобе», легкому крейсері «Емден» і гідрографічному судні «Метеор». 2 грудня 1934 року направлений для проходження служби на броненосець «Адмірал Шеер». Закінчив торпедні курси в Фленсбурзі (1935) і курси операторів катапульт, після чого переведений на легкий крейсер «Карлсруе». У вересні 1936 року переведений в 1-шу флотилію торпедних катерів командиром катера S-7 (потім — S-14). З жовтня 1937 року — вахтовий офіцер на ескадрених міноносці «Леберехт Маас».
З початком Другої світової війни брав участь в операціях в Північному морі. 1 грудня 1939 року призначений командиром 1-ї флотилії торпедних катерів. Його флотилія відзначилася під час операції «Везерюбунг» і військових дій біля берегів Норвегії. 31 серпня 1942 року переведений в розпорядження керівника торпедних катерів, а 19 жовтня 1942 року призначений 1-м офіцером на ескадрений міноносець Z-23. З 11 серпня 1943 року — командир ескадреного міноносця Z-25, з 1 грудня 1943 року — Z-24. 25 серпня 1944 року есмінець під час авіанальоту отримав важкі пошкодження і затонув в Ле-Вердоні. Після цього Бірнбахер був включений в нашвидку сформовані з моряків зведені сухопутні частини і призначений командиром морського батальйону «Нарвік», який брав участь в обороні Південної Жиронди. У квітні 1945 року взятий в полон французькими військами. У жовтні 1947 року звільнений.
У 1956 році вступив на службу в бундесвер і призначений командиром військово-морського опорного пункту в Куксгафені. З 1959 року — командир ескадреного міноносця Z-1. У 1960 році призначений командувачем торпедними катерами, а в 1953 році — виконувачем обов'язки командувача флотом. З 1967 року — командувач військово-морськими силами в Північному морі і командувач ВМС НАТО в Північному морі. У 1970 році вийшов у відставку.

## Звання
- Морський кадет (9 жовтня 1930)
- Єфрейтор (1 квітня 1931)
- Фенріх-цур-зее (1 квітня 1932)
- Обермат (1 липня 1932)
- Оберфенріх-цур-зее (1 квітня 1934)
- Лейтенант-цур-зее (1 жовтня 1934)
- Оберлейтенант-цур-зее (1 червня 1936)
- Капітан-лейтенант (1 квітня 1939)
- Корветтен-капітан (1 квітня 1943)
- Фрегаттен-капітан (16 серпня 1956)
- Капітан-цур-зее (18 вересня 1960)
- Адмірал флотилії (7 серпня 1963)
- Контрадмірал (2 жовтня 1968)

## Нагороди
- Медаль «У пам'ять 22 березня 1939 року» (20 вересня 1939)
- Медаль «За вислугу років у Вермахті» 4-го класу (20 грудня 1939)
- Залізний хрест
  - 2-го класу (9 квітня 1940)
  - 1-го класу (20 квітня 1940)
- Нагрудний знак «За поранення» в чорному (15 травня 1940)
- Лицарський хрест Залізного хреста (17 червня 1940)
- Нагрудний знак торпедних катерів (16 грудня 1940)
- Відзначений у Вермахтберіхт (9 березня 1941)
- Орден Хреста Свободи 3-го класу (4 листопада 1941)
- Німецький хрест в золоті (10 листопада 1942)
- Нагрудний знак есмінця (27 квітня 1943)
- Орден «За заслуги перед Федеративною Республікою Німеччина», командорський хрест (1970)
- Почесний член Морського товариства фрегаттен-капітана Петера-Піркама (Філлах)